# Urwa ibn al-Ward
 (février 2022).
La mise en forme du texte ne suit pas les recommandations de Wikipédia : il faut le « wikifier ».
Les points d'amélioration suivants sont les cas les plus fréquents :
- Les titres sont pré-formatés par le logiciel. Ils ne sont ni en capitales, ni en gras.
- Le texte ne doit pas être écrit en capitales (les noms de famille non plus), ni en gras, ni en italique, ni en « petit »…
- Le gras n'est utilisé que pour surligner le titre de l'article dans l'introduction, une seule fois.
- L'italique est rarement utilisé : mots en langue étrangère, titres d'œuvres, noms de bateaux, etc.
- Les citations ne sont pas en italique mais en corps de texte normal. Elles sont entourées par des guillemets français : « et ».
- Les listes à puces sont à éviter, des paragraphes rédigés étant largement préférés. Les tableaux sont à réserver à la présentation de données structurées (résultats, etc.).
- Les appels de note de bas de page (petits chiffres en exposant, introduits par l'outil «  Source ») sont à placer entre la fin de phrase et le point final[comme ça].
- Les liens internes (vers d'autres articles de Wikipédia) sont à choisir avec parcimonie. Créez des liens vers des articles approfondissant le sujet. Les termes génériques sans rapport avec le sujet sont à éviter, ainsi que les répétitions de liens vers un même terme.
- Les liens externes sont à placer uniquement dans une section « Liens externes », à la fin de l'article. Ces liens sont à choisir avec parcimonie suivant les règles définies. Si un lien sert de source à l'article, son insertion dans le texte est à faire par les notes de bas de page.
- La présentation des références doit suivre les conventions bibliographiques. Il est recommandé d'utiliser les modèles {{Ouvrage}}, {{Chapitre}}, {{Article}}, {{Lien web}} et/ou {{Bibliographie}}. Le mode d'édition visuel peut mettre en forme automatiquement les références.
- Insérer une infobox (cadre d'informations à droite) n'est pas obligatoire pour parachever la mise en page.

Pour une aide détaillée, merci de consulter Aide:Wikification.
Si vous pensez que ces points ont été résolus, vous pouvez retirer ce bandeau et améliorer la mise en forme d'un autre article.
Urwa ibn al-Ward al-'Abasi (en arabe : عروة بن الورد ; 540–607 CE) était un poète arabe pré-islamique de l'école su'luk (vagabonde). Il était membre de la tribu Banu Abs.

## Vie
On sait peu de choses sur sa vie, mais il avait la réputation d'être « le plus généreux des anciens Arabes ».

## Poésie
'Urwa était le plus prolifique des poètes su'luk. Yaqub Ibn as-Sikkit a écrit un commentaire sur son diwan poétique. Son poème le plus célèbre est conservé dans l'Asma'iyyat. Certains de ses poèmes expriment son amour pour Salma, son ex-épouse dont il a divorcé alors qu'il était ivre. Quand il a récupéré, il est tombé dans le désespoir de ce qu'il avait fait. Son diwan a été édité par Theodor Nöldeke, qui l'a publié sous le titre Die Gedichte des Urwa ibn Alward en 1864.

## Représentations culturelles
Urwa ibn al-Ward a été représentée dans un certain nombre de pièces de théâtre, de films et de séries télévisées dans le monde arabe. Son association avec le célèbre chevalier Antarah ibn Shaddad est due au fait que les deux étaient de la même tribu, les Banu Abs.
- 1961 : Le film Antara ibn Shaddad, réalisé par Niazi Mostafa . Le rôle d'Urwa a été joué par Mohammad al-Hilu (ar)[3].

- 1978 : La série télévisée Urwa ibn al-Ward, réalisée par Salah Abu Hanud. Le rôle d'Urwa a été joué par Usama al-Mashini (ar)[4].

- 2007 : La série télévisée Antara ibn Shaddad, réalisée par Rami Hana (ar). Le rôle d'Urwa a été joué par Mahyar Khudur (ar).

- 2012 : La pièce Antarah ibn Shaddad, présentée au Théâtre Ukazz de Ta'if[5].

## Voir également
- Ta'abbata Sharran
- Al-Shanfara